# Capelleta de Sant Àngel de la Custòdia
La Capelleta de Sant Àngel de la Custòdia és una obra de la Ràpita (Montsià) protegida com a Bé Cultural d'Interès Local.

## Descripció
Fornícula amb arc de mig punt emmarcada amb fusta -en mal estat-, a l'altura del primer pis, vora la balconada. La figura, amb dos personatges, està feta amb guix i policromada.

## Història
La imatge fou restituïda després de la guerra civil (1936-39).